# 李炳文 (新加坡)
李迪文（Dick Lee，1956年8月24日—），原名李炳文，新加坡男歌手、音樂家，父親是當地的土生華人（峇峇）Lee Kip Lee，母親則是華人Elizabeth Tan。

## 簡歷
1971年，在其15歲時就與朋友組成樂隊Harmony，亦在許多新加坡當地的音樂大賽中嶄露頭角，跟著1974年發行其個人的第一張原創唱片《Life story》。
1986年黃鶯鶯跳槽飛碟唱片後便獨具慧眼選唱其原創曲《Paradise In My Heart》成為同名專輯主打歌，此專輯一舉突破台灣英文專輯發行最高銷量紀錄，並打開他在港台的知名度。
1990年《Paradise In My Heart》後由香港林憶蓮翻唱成粵語版《前塵》一曲亦獲得成功。
他于1990年代開始在日本、香港等地參與音樂劇1990年，包括日本的著名藝術家Sandii Suzuki（鈴木仙蒂）、香港的著名表演歌手張學友等等。而一些流行音樂歌手亦與他保持良好的合作關係，如香港的林憶蓮、梅豔芳、劉德華、張國榮，或是台灣的黃鶯鶯、趙詠華等，均與其合作過。

## 影響力
Dick Lee的音樂作品在亞洲地區具有一定的影響力，特別是在日本以及其家鄉所在地東南亞。他在香港為人所知，主要是因為1997年參與創作張學友具有影響力的音樂劇《雪狼湖》，譜寫了劇內大部份樂曲，創作出多部經典的音樂，包括張學友《不老的傳說》、《愛是永恆》、張國榮《追》、陳潔儀《等了又等》等。現時仍不時為歌手寫曲。

## 音樂作品

### 1986年
- 黃鶯鶯 - Paradise In My Heart

### 1987年
- 黃鶯鶯 - All That You Are
- 黃鶯鶯 - Pretending

### 1990年
- 林憶蓮 - 風笑痴
- 林憶蓮 - 前塵

### 1991年
- Dick Lee、林憶蓮 - Another Day
- Dick Lee、林憶蓮 - Stars of the East
- 劉德華 - 捨不得恨妳（曲）
- 林憶蓮 - 天地再生
- 林憶蓮 - 破曉（I）（曲、編、監）
- 林憶蓮 - 破曉（II）（曲、編）
- 林憶蓮 - 破曉（國語版）
- 林憶蓮 - 夢了（曲、編、監）
- 林憶蓮 - 前塵（國語版）
- 林憶蓮 - 只要我活過哭過（曲、編）
- 林憶蓮 - 花之色（曲）
- 林憶蓮 - 夜來香（曲、編）
- 林憶蓮 - 薔薇之戀（編）
- 林憶蓮 - 再生戀（曲、編）
- 林憶蓮 - 野花（曲）
- 關淑怡 - 親愛的
- 梁秀敬（양수경） - 離別的照片（이별의 그림）
- 黃雅珉 - 親愛的 （粵語版為關淑怡翻唱同名歌曲）

### 1992年
- 何詠琳 - 為何情人會是你
- 林憶蓮 - 沒結果
- 林憶蓮 - 躲起來
- 林憶蓮 - 暖暖紅塵
- 草　蜢 - 心中的你
- 黃鶯鶯 - 是否真愛我
- 黃鶯鶯 - 兩個人的事
- 黃鶯鶯 - Traces of Love (Love Song of 康定)
- 黃鶯鶯 - Counting On Your Love (duet with Dick Lee)
- 黃鶯鶯 - It Takes Two (兩個人的事 英文版)
- 黃鶯鶯 - Love Will Lead The Way
- 黃鶯鶯 - The Other Side of You
- 劉美君 - 娃娃歲月
- 劉美君 - Wooh!

### 1993年
- Dick Lee - 完全愛
- Dick Lee - 男人的痛怕說
- Dick Lee - 悲劇
- 林憶蓮 - 紅顏未老
- 林憶蓮 - 風中的歌
- 林憶蓮 - 還是不要說抱歉
- 梁漢文 - We're Going Out Tonight
- 梁漢文 - 不愛還是愛
- 倫永亮 - 沒上班的一天（曲、編）
- 軟硬天師 - 最後今天
- 黃鶯鶯 - 寄夢 (China Rain)

### 1994年
- Dick Lee - 北南西東
- Dick Lee - 有著你的夜
- Dick Lee - 愛是Cha Cha Cha
- Dick Lee - 一句話
- Dick Lee - 自由
- 林憶蓮 - あなたに贈る
- 林憶蓮 - どこまでもこの道を
- 梅艷芳 - 如夜
- 辛曉琪 - 愛過以後
- 關淑怡 - 逝去的傳奇
- 黃鶯鶯 - China Rain
- 黎姿 - 不太清醒

### 1995年
- Dick Lee - If I Go
- 張國榮 - 追
- 梅艷芳 - 歌之女
- 王馨平 - 即使一個夏季
- 林子祥 - 暖暖冬陽
- 葉蒨文 - 父母天地
- 葉蒨文 - 明白
- 巫奇 -沒有你怎麼過（粵語版為 沒結果）

### 1996年
- 劉德華 - 另一半
- 劉德華 - 絕對在乎您
- 林憶蓮 - From Now On
- 林憶蓮 - 讓我試
- 林憶蓮 - 感覺完美
- 林憶蓮、張國榮 - From Now On
- 湯寶如 - 我們的近況
- 王馨平 - 近情情怯
- 趙詠華 - 女人顏色（曲、監）
- 徐若瑄 - 海螺

### 1997年
- 胡諾言 - 173
- 張學友 - 不老的傳說
- 張學友 - 愛是永恆
- 張學友 - 愛是永恆（國語版）
- 張學友 - 抱雪
- 張學友 - 狂
- 張學友、符潤光 - 種子
- 張學友、雪狼湖群星 - 命運舞會
- 張學友、雪狼湖群星 - 花花嘉年華
- 張學友、陳嘉露 - 愛狼說
- 張學友、陳嘉露 - 花與琴的流星
- 張信哲 - 多想
- 梅艷芳 - 為甚麼是你
- 湯寶如 - 像你
- 許志安 - 男人的感慨
- 鄭秀文 - 安全感
- 陳嘉露、謝天華 - 困
- 陳潔儀 - 等了又等
- 陳潔儀 - 暗裡的感覺
- 陳潔儀、陳嘉露 - 兩個她的秘密理想
- IPIS蟑螂合唱團 -愛是天堂
- 郭富城 -最深愛的人是妳
- 徐若瑄 - 情人

### 1998年
- 陳潔儀 - 家
- 陳潔儀 - Home
- 陳潔儀 - 等了又等（國）
- 楊千嬅 - 讓我飛
- 趙學而 - 早抖
- 趙學而 - 一日一千年
- 劉德華 - 你呼我吸（曲、監）
- 劉德華 - 無出息的漢子（曲、監）
- 黎　明 - 今生不再
- 黎　明 - 等到天昏地暗
- 蘇永康 - 知己夜話

### 1999年
- 張茵 - 雖然離開
- 張茵 - Be Mine
- 張茵 - Another Dream
- 張茵 - 愛在惑星的背面
- 張茵 - 離開了你，還有回憶
- 張學友、陳慧嫻 - 接近
- 彭羚 - 不可愛的時候
- 彭羚 - 賞味期限
- 彭羚 - 你是一首流行曲

### 2000年
- 陳明 - 幸福
- 許美靜 - 多事之秋
- 許美靜 - 掛失
- 趙詠華 -紐約的秋天
- 趙詠華 -Hey Girl
- 高晨維、吳勇鋒、李婭莎、謝宇書 -世界因此閃亮
- 藍心湄 - 該不會就是你
- 郭富城 -若有所失

### 2001年
- 蘇永康 - Love Me When You Want
- 翁倩玉 - I Love You

### 2002年
- 孫燕姿 - We Will Get There
- 孫燕姿 - 一起走到

### 2003年
- 陳潔儀 - Why Dream of Love

### 2004年
- 永邦 - 一追再追

### 2005年
- 張學友 - 不老的傳說（國語版）
- 張學友 - 抓狂
- 張學友 - 怒吼
- 張學友 - 抱雪（國語版）
- 張學友、雪狼湖群星 - 大舞會
- 張學友、許慧欣 - 流星下的願
- 張學友、許慧欣 - 雪愛狼
- 張學友、 - 希望
- 、許慧欣 - 痛恨
- 林憶蓮 - 沒結果之後
- 許慧欣 - 懺悔
- 雪狼湖群星 - 愛錢萬歲
- 雪狼湖群星 - 情人佳節
- 雪狼湖群星 - 歡笑嘉年華
- 陳潔儀 - 一等再等
- 陳潔儀 - 等到了
- 陳潔儀、許慧欣 - 兩個她，一個理想
- 鄺祖德 - 香港早晨
- 鄺祖德 - 矜貴

### 2006年
- 張杰 - 我們的歌

### 2007年
- 古巨基 - 愛回家
- 孫燕姿 - Rise
- 許美靜 - 留下

### 2008年
- 蘇永康 - 飛人生活
- 蘇永康 - 黑色禮服

### 2009年
- 莫鎮賢 - 本能

### 2010年
- Olivia Ong - You & Me

### 2013年
- 鄭秀文 - 一追再追
- 鄭秀文 - 一追再追（國語版）

## 外部連結
- 官方网站
- Dick Lee的Facebook專頁
- Dick Lee的Instagram帳戶
- 李炳文在互联网电影资料库（IMDb）上的資料（英文）（英文）